# Тотю Младенов
Тотю Младенов Младенов е български инженер и политик, министър на труда и социалната политика в първото правителство на Бойко Борисов, кмет на Враца.

## Биография

#### Ранен живот и образование
Тотю Младенов Младенов е роден на 19 юни 1964 г. в гр. Враца, България. Младенов завършва начално си образование в училище „Софроний Врачански“ във Враца, основно образование – в училище „В. Кънчев“, а средно специално образование – в Строителен техникум „Г. С. Раковски“ със специалност „строителен техник“ във Враца през 1983 г. Висшето си образование завършва във Висшия институт по архитектура и строителство (днес УАСГ) в София, където се дипломира като строителен инженер със специалност „Водоснабдяване и канализация“ през 1990 г.

#### Политическа дейност
От 1991 г. е координатор в Синдикалния регионален съвет на КТ „Подкрепа“ във Враца, а от 1992 г. е избран за председател. През 1997 става конфедерален секретар по социалната политика на Конфедерация на труда „Подкрепа“. На 4 ноември 2007 г. става кмет на община Враца, а от 2009 г. е министър на труда и социалната политика в първото правителство на Бойко Борисов.
Семеен, с 1 дете.